# Thierry Graça
Thierry Ramos da Graça (27 de gener de 1995) és un futbolista professional de Cap Verd que juga com a porter al club portuguès Estoril de Praga.

## Carrera de club
Va començar la seva carrera a Cap Verd. El  2013 el club portuguès Oeiras el va fitxar per jugar a la lliga sub 19 abans de ser fitxat per l'equip juvenil del Benfica a mitja temporada.
Poc després de guanyar un guardó com a millor porter juvenil de la UEFA, el 6 de maig de 2014, tant ell com Rafael Ramos i Estrela van signar un contracte professional amb S.L. Benfica fins al juny del 2020, jugant al segon equip la temporada següent. L'1 d'octubre de 2014, va fer el seu debut professional al Benfica B en un 1–1 contra el Santa Clara. El 3 de juny de 2016, va signar per l'Estoril de Praga.